# Палёные деньги
«Палёные деньги» (исп. Plata quemada) — фильм режиссёра Марсело Пиньейро о двух грабителях банка, любовниках. Сюжет основан на реальных событиях, произошедших в 1965 году, когда двое молодых мужчин, за сходство называемых близнецами, убили во время грабежа несколько полицейских и бежали в Уругвай.
Критики отмечали, что сюжет картины напоминает историю любовников Леопольда и Лёба.

## Сюжет
Молодые люди Анхель и Нене — идеальная пара. Нене вырос в благополучной семье, но покинув отчий дом, решил заняться тёмными делишками. Анхель очень суеверен, он постоянно слышит какие-то голоса. Неразлучные в личной жизни парни представляются окружающим, как «близнецы», благо они похожи друг на друга. На самом деле Анхель и Нене — любовники. Ограбление инкассаторов, задуманное ими, превращается в бойню. Анхель в перестрелке ранен. Теперь они в розыске. Вместе с сообщниками парни собираются укрыться в Уругвае. Но нужно ждать, пока будут готовы фальшивые паспорта. Полиция все ближе к их убежищу.

## Награды
В 2000 году сценарий картины, написанный по роману Рикардо Пильи, получил награду Аргентинской ассоциации кинокритиков. Фильм был удостоен премии Гойя в номинации «лучший иностранный фильм на испанском языке» и две награды на фестивале в Гаване.

## Отзывы критиков
Картина получила массу отзывов критиков со значительным перевесом в сторону положительных. Так на сайте Rotten Tomatoes по состоянию на май 2012 года фильм имеет 76-процентный «свежий» рейтинг (подсчитан на основе отзывов 27 рецензентов) со средним баллом 6.5 из 10 возможных.

## В ролях
| Актёр             | Роль   |
| ----------------- | ------ |
| Леонардо Сбаралья | Нене   |
| Эдуардо Норьега   | Анхель |
| Пабло Эчарри      | Куэрво |
| Летисия Бредиче   | Жизель |
| Долорес Фонси     | Виви   |